# Mưa máu
Mưa máu là một hiện tượng nước từ trên trời rơi xuống giống mưa, nhưng lại có màu đỏ giống như máu. Đây là một hiện tượng bí ẩn mà các nhà khoa học đang nỗ lực tìm ra câu trả lời cho hiện tượng này. Điều lạ là ở chỗ, các giọt nước đỏ này không hề có cấu tạo DNA như máu thường nhưng lại có thể sinh sôi và tồn tại tốt khi nhiệt độ lên tới 300 độ C. Các trận mưa máu được nhận dạng là ở Kerala, Ấn Độ.
Các trường hợp đã được ghi nhận kể từ Iliad của Homer, bao gồm ca thứ tám thế kỷ trước Công nguyên, và được phổ biến rộng rãi. Trước khi thế kỷ 17, nói chung người ta đều tin rằng đó thực sự là mưa máu. Văn học phản ánh thực hành giáo phái, trong đó sự xuất hiện của mưa máu được coi là một điềm xấu, và đã được sử dụng như một công cụ báo hiệu một sự kiện, nhưng trong khi một số trong số này có thể được hình tượng văn học, một số lần xuất hiện là lịch sử.

## Các trường hợp
- Ngày 14 tháng 3 năm 1813, tại Catanzaro (Ý), sử viết: "Một đám mây đen dày đặc kéo tới từ phía biển. Đến trưa, đám mây bao phủ những ngọn núi quanh vùng và bắt đầu che khuất Mặt trời. Lúc đầu, mây có màu hồng nhạt, sau đó chuyển sang màu đỏ lửa. Trời đất trở nên tối om, trong nhà phải thắp đèn... Bóng tối mỗi lúc một thêm dày, bầu trời thì đỏ như sắt nung. Sấm sét nổ đùng đùng, rồi từ trên trời bắt đầu rơi xuống những giọt lớn chất lỏng màu đỏ mà một số người nghĩ là máu, số khác thì cho là kim loại nóng chảy...".[1]
- Ngày 17 tháng 8 năm 1841, tại Mỹ, trên bầu trời xuất hiện một đám mây có màu đỏ rất lạ. Những gì rơi xuống từ đám mây: máu, mỡ và những mô cơ bầy nhầy![1]
- Tháng 8/1868 tại Brasil: trên trời rơi xuống rất nhiều máu và những mảnh thịt tươi.[1]
- Tháng 3/1876, tại Kentucky, Mỹ, từ trên trời cũng rơi xuống những mảnh thịt cừu tươi và thịt bê.[1]
- Năm 1880, Marốc chứng kiến một trận mưa toàn máu. 10 năm sau, ở Ý cũng xảy ra hiện tượng tương tự: mưa xác chim và máu gia cầm![1]

## Kết luận
Trường hợp được ghi nhận của mưa máu thường diễn ra trong các khu vực nhỏ. Thời gian diễn ra có thể khác nhau, đôi khi chỉ kéo dài trong một thời gian ngắn, những người khác vài ngày. Vào thế kỷ 17, giải thích cho hiện tượng này đã chuyển ra khỏi sự mê tín dị đoan và cố gắng để cung cấp các lý do tự nhiên. Trong những cơn mưa máu thế kỷ 19 đã được khoa học kiểm tra và lý thuyết rằng bụi màu đỏ đã nhuộm đỏ mặt đất. Ngày nay, các lý thuyết chi phối là mưa là do bụi đỏ hòa tan trong nước (mưa bụi), hoặc do sự hiện diện của vi sinh vật. Cách giải thích khác bao gồm các vết đen và cực quang, và trong trường hợp của mưa màu đỏ trong Kerala vào năm 2001, bụi từ thiên thạch và các tế bào ngoài trái đất trong nước. Màu đỏ của nước mưa có lẽ là hậu quả của tình trạng ô nhiễm không khí. Những chất gây ô nhiễm bị hòa tan trong nước mưa khiến nước chuyển sang màu đỏ". Tuy nhiên, đây còn là hiện tượng bí ẩn của nhân loại.